# Dvorec Linderhof
Linderhof je grad oziroma dvorec v dolini Graswangtal v severozahodni Bavarski, v bližini samostana Ettal. Zgraditi ga je dal bavarski kralj Ludvik II. Bavarski na območju kraljeve hiše svojega očeta Maksimiljana II. Bavarskega. Gre za najmanjši ter hkrati edini grad Ludvika II., ki je bil v času njegovega življenja dokončan.

## Zgodovina
Na območju gradu je nekoč stala tako imenovana Kraljeva hišica (Königshäuschen), kjer se je mlad Ludvik pogosto mudil s svojim očetom. Sprva je dal Ludvik hišo leta 1869 obnoviti, že naslednje leto pa dograditi vzhodno krilo današnjega dvorca. Vzhodno krilo je bilo sprva mišljeno kot samostojna zgradba, saj Ludvik še ni imel v načrtu gradnje celotnega dvorca.
Leta 1871 je naročil gradnjo zahodnega krila in kraljeve spalnice, ki je povezovala obe krili. Spalnico je dal zgraditi po vzoru spalnice sončnega kralja - Ludvika XIV.
Leta 1873 so dvorec obdali s kamnitim obzidjem ter obnovili streho. Naslednje leto so kraljevo hišico premestili na mesto, oddaljeno okoli dvesto metrov od dvorca - tam je še danes. Dogradili so še južno krilo dvorca ter osrednje stopnišče, ki je nadomestilo prvotno stopnišče na dvorišču vzhodnega krila. Med letoma 1885 in 1886 je bila po zadnji adaptaciji dokončana tudi spalnica in dvorec je dobil današnjo podobo.
Do leta 1880 so ob dvorcu uredili park, v katerem je vodnjak z 22 m visokim vodometom, terasa z Venerinim svetiščem, Neptunov vodnjak, Mavrski kiosk, Venerina jama, Maroška hiša, glasbeni paviljon, ...
V dvorcu je Ludvik preživel veliko svojega časa, skupno 8 let. Posebej rad se je ponoči sprehajal po parku.

## Sobe

### Dvorana zrcal
Ta prostor je kralj uporabljal kot nekakšno dnevno sobo. Užival je sedeti v niši, včasih celo noč. Ker je Ludvik II. spal podnevi in ponoči ostal buden, so zrcala zanj ustvarila nepredstavljiv učinek, ko so tisočkrat odsevala svetlobo sveč. Vzporedno umeščanje nekaterih ogledal vzbuja iluzijo neprekinjene poti.
Oprema: Srednja miza ima ploščo z lapis-lazulija, ametistom in vložkom iz kalcedona in prikazuje bavarski grb v steklenem mozaiku. Preproga je iz nojevega perja. Kandelabra v niši sta iz slonovine s 16 vejami. Dva kamina, oblečena v lapis-lazuli, okrašena s pozlačenimi bronastimi okraski.

### Vzhodna in zahodna soba tapiserij
Obe tapiseriji sta skoraj identični in nimata posebne funkcije. Zahodna se včasih imenuje "glasbena soba" zaradi aeolodiina (instrument, ki združuje klavir in harmonij). Samo zavese in obloge na pohištvu so pravi izdelki pariške Gobelin Manufactory. Prizori na stenah so poslikani na grobem platnu, da bi posnemali prave tapiserije.

### Sprejemna soba
Sprejemna soba je zahodno od palače in obkrožena z rumenim in lila kabinetom. Uporabljala sta se le kot predprostora. Ludvik II. te sobe ni nikoli uporabil za sprejemnico. To bi bilo v nasprotju z zasebnim značajem Linderhofa in soba je bila za to preveč majhna. Raje jo je uporabil kot studio, kjer je razmišljal o novih gradbenih projektih. Toda v Linderhofu sicer je sprejemnica, vendar nas spominja na zahtevo kralja glede absolutne monarhije.
Dve okrogli mizi z malahitnimi površinami, darilo Velike vojvodinje Marije Aleksandrovne Ruske kralju Ludviku II. Kraljevi baldahin s šopi nojevega perja (kot orientalski simbol kraljevske moči).

### Jedilnica
Ta soba je na vzhodu in ob robu rožnatega in modrega kabineta. Rožnat kabinet, za razliko od drugih, je imel resnično funkcijo. Kralj je to uporabljal kot sobo za obleke. Jedilnica je znana po izginjajočem nemem natakarju, imenovanem "Tischlein deck dich". Ta miza je bila nameščena tako, da bi Ludvik lahko jedel sam. Osebje je moralo pripraviti mizo za vsaj štiri osebe, ker so rekli, da je kralj v času obeda govoril z namišljenimi ljudmi, kot je Ludvik XV., Madame de Pompadour ali Marie Antoinette. Ludvik II. je užival v družbi teh ljudi in jih občudoval. Portrete so v kabinetih in prizori njihovega življenja povsod v prostorih palače.
Meissenov porcelan s kitajskim cvetjem je na sredini.

### Spalnica
Model za to sobo ni bila postelja Ludvika XIV. v Versaillesu, ampak spalnica Reichen Zimmer v münchenski Rezidenci. Ta soba je bila popolnoma obnovljena leta 1884 in je bila dokončana dve leti kasneje po kraljevi smrti. Položaj postelje na stopnicah v niši, ki jo zapira pozlačena balustrada, daje videz oltarja in s tem poveliča Ludvika II., ko je spal čez dan.
Steklen kandelabra ima 108 sveč. Dve konzolni mizi iz meissenskega porcelana (ki je bil najljubši kraljev porcelan. 

## Park
Linderhof ima v primerjavi z drugimi palačami precej zasebno vzdušje. Pravzaprav so samo štiri sobe, ki imajo resnično funkcijo.
Vrtovi, ki obkrožajo palačo Linderhof, veljajo za eno najlepših stvaritev historicističnega vrtnega oblikovanja, ki ga je zasnoval dvorni vrtnar Carl von Effner. Park združuje formalne elemente baročnega sloga ali italijanske renesančne vrtove z urejenimi odseki, ki so podobni angleškemu vrtu.

### Linderhofska lipa ali stara "Königslinde"
Izhajajoč iz romantične podobe animirane narave, so Ludvika očarala drevesa. Zato je bilo dovoljeno, da je v formalnih vrtovih ostala visoka 300 let stara lipa, čeprav je motila njeno simetrijo. Zgodovinski posnetki kažejo sedež v njem, kjer je Ludvik nekoč "zajtrkoval" ob sončnem zahodu, skrit pred pogledi. V nasprotju s splošnim razumevanjem drevo palači ni dalo imena. Prišlo je iz družine, imenovane "Linder", ki je nekoč obdelovala kmetijo (nemško Hof = kmetija), ki je bila skozi stoletja v kraju, kjer je danes palača Linderhof.

### Formalni vrt
Palača je obdana s formalnimi vrtovi, ki so razdeljeni na pet odsekov, ki so okrašeni z alegoričnimi skulpturami celin, letnimi časi in elementi:
- Za severni del je značilna kaskada tridesetih marmornih stopnic. Spodnji del kaskade sestavlja Neptunov vodnjak, na vrhu pa Glasbeni paviljon.
- Središče zahodnega parterja je oblikovano v kotlini z pozlačenim likom "Fame". Na zahodu je paviljon z doprsni kipom Ludvika XIV. Pred njim je fontana z pozlačeno skulpturo Amor z delfini. Vrt je okrašen s štirimi vazami iz majolike.
- Krona vzhodnega parterja je lesen paviljon z doprsnim kipom Ludvika XVI. Štiriindvajset stopnic pod njim je bazen z vodnjakom z pozlačeno skulpturo Amor strelja s puščico. Med bazenom in palačo je postavljena skulptura Venera in Adonis.
- V vodnem parterju pred palačo prevladuje velika posoda s pozlačeno skupino Flora in putti. Vodni curek vodnjaka je visok skoraj 25 metrov.
- Terase vrtovi tvorijo južni del parka in ustrezajo kaskadi na severu. Na prvem podestu je Fontana Najad, ki jo sestavljajo trije bazeni in skulpture vodnih nimf. V srednjem loku niše je doprsni kip Marie Antoinette. Ti vrtovi so okronani z okroglim templjem z kipom Venere, ki je nastal po sliki Watteaujevi Vkrcanje za Kitero.

### Podeželski vrt in oprema
Podeželski vrt se razprostira na površini okoli 50 hektarjev in je popolnoma integriran v okoliško naravno alpsko pokrajino. V parku je več objektov drugačnega videza.
- Venerina jama - stavba je popolnoma umetna in je bila zgrajena za kralja kot ilustracija prvega dejanja Wagnerjevega Tannhäuserja. Ludviku je bilo všeč, da se je v jeklenem čolnu pripeljal do jezera, hkrati pa si je želel lastno modro jamo s Caprija. Zato je bilo nameščenih 24 dinamov, tako da je bilo že v njegovem času možno osvetliti pečino v spreminjajočih se barvah.
- Hundingova koča - je bila navdihnjena z navodili Richarda Wagnerja za prvo dejanje |Valkira. Ludvik je v tej hiši praznoval germanske praznike.
- Gurnemanz Hermitage - (puščavnikovo bivališče) - Ludvik je vsako leto prišel na kontemplacijo na Veliki petek. Za ta dan je želel cvetoč travnik. Če ni bilo takega travnika, ker je še vedno ležal sneg, je moral vodja vrta posaditi enega za kralja.

Te tri strukture nas spomnijo na opere Richarda Wagnerja. Toda poleg tega se je Ludvikova baročna arhitektura zanimala tudi za orientalski svet.
- Mavrski kiosk - stavbo je zasnoval berlinski arhitekt Karl von Diebitsch za mednarodno razstavo v Parizu leta 1867. Ludvik II. jo je hotel kupiti, vendar je to preprečil kralj Betel Henry Strousberg. Ludvik je kupil paviljon po stečaju Strousberga. Najpomembnejši del pohištva te stavbe je pavji prestol.
- Maroška hiša - ta hiša je bila dejansko zgrajena v Maroku za mednarodno razstavo na Dunaju leta 1873. Kralj jo je kupil leta 1878 in jo preuredil na bolj kraljevskem slogu.